# Phintella leucaspis
Phintella leucaspis là một loài nhện trong họ Salticidae.
Loài này thuộc chi Phintella. Phintella leucaspis được Eugène Simon miêu tả năm 1903.